# 1315年
| 千纪： | 2千纪 |
| 世纪： | 13世纪 \| 14世纪 \| 15世纪                                                                                 |
| 年代： | 1280年代 \| 1290年代 \| 1300年代 \| 1310年代 \| 1320年代 \| 1330年代 \| 1340年代                           |
| 年份： | 1310年 \| 1311年 \| 1312年 \| 1313年 \| 1314年 \| 1315年 \| 1316年 \| 1317年 \| 1318年 \| 1319年 \| 1320年 |
| 纪年： | 乙卯年（兔年）；元延祐二年；越南大慶二年；日本正和四年                                                     |

## 大事记
- 二月，在大都（今北京）舉行會試；同年三月，在大都皇宮舉行殿試（廷試），錄取進士56人，史稱“延祐復科”，此後每3年固定舉行一次。
- 元仁宗清查田畝引發江西贛州蔡五九起義，迫於形勢不得不停止「延祐經理」。
- 5月9日——厄德四世接替于格五世成為勃艮第公爵。
- 8月——路易十世在蘭斯加冕為法國國王。
- 8月13日——法王路易十世與安茹的克萊門絲結婚。
- 8月29日——蒙特卡蒂尼戰役（英语：Battle of Montecatini）：比薩擊敗了佛羅倫斯和拿坡里的勢力。
- 11月15日——莫爾加滕戰役（英语：Battle of Morgarten）：瑞士人在埃格里湖岸邊擊敗了奧地利的利奧波德，確保了瑞士聯邦的獨立性。
- 鐵木迭兒晉封為太師。
- 歐洲大饑荒。

## 出生
- 奇皇后（韓語：기황후／奇皇后，1315年－1369年），是元朝皇帝元惠宗（元順帝）的第三任皇后。

## 逝世
- 勃艮第的玛格丽特，法兰西王后，在被监禁期间